# Maksim Sołowjow
Maksim Jurjewicz Sołowjow, ros. Максим Юрьевич Соловьёв (ur. 20 lutego 1979 w Moskwie) – rosyjski hokeista, trener hokejowy.

## Kariera zawodnicza
- CSKA 2 Moskwa (1994–1999)
- CSKA Moskwa (1996–1998)
- Krylja Sowietow Moskwa (1999–2000)
- Mietałłurg Nowokuźnieck (2000–2001)
- Witiaź Podolsk (2001–2004)
- Chimwołokno Mohylew (2002/2003)
- HK MWD Bałaszycha (2004–2010)
- OHK Dinamo (2010–2013)
- Dinamo Moskwa (2013–2018)

Wychowanek CSKA Moskwa w rodzinnym mieście. Od 2010 zawodnik Dinama Moskwa. Po ośmiu sezonach tam we wrześniu 2018 ogłosił zakończenie kariery zawodniczej.
W barwach Rosji uczestniczył w turniejach mistrzostw Europy juniorów do lat 18 edycji 1996, 1997.

## Kariera trenerska
- Spartak Moskwa (2018–), asystent trenera

W październiku 2018 wszedł do sztabu trenerskiego Spartaka Moskwa. Został potwierdzony na funkcji asystenta w maju 2019 u boku głównego trenera, Olega Znaroka.

## Sukcesy
Reprezentacyjne
- Złoty medal mistrzostw Europy juniorów do lat 18: 1996

Klubowe
- Brązowy medal mistrzostw Białorusi: 2003 z Chimwołokno Mohylew
- Złoty medal wyższej ligi: 2005 z MWD Bałaszycha
- Finał KHL o Puchar  Gagarina: 2010 z MWD Bałaszycha
- Srebrny medal mistrzostw Rosji: 2010 z MWD Bałaszycha
- Puchar Otwarcia: 2010, 2012, 2013 z Dinamo Moskwa
- Złoty medal mistrzostw Rosji: 2012, 2013 z Dinamo Moskwa
- Puchar Gagarina: 2012, 2013 z Dinamo Moskwa
- Puchar Kontynentu: 2014 z Dinamo Moskwa
- Brązowy medal mistrzostw Rosji: 2015 z Dinamo Moskwa

Indywidualne
- KHL (2010/2011):
  - Najlepszy obrońca miesiąca – październik 2010[5]
  - Mecz Gwiazd KHL

Wyróżnienia
- Mistrz Sportu Rosji Klasy Międzynarodowej[6]
- Dyplom Wdzięczności Prezydenta Federacji Rosyjskiej: 2013[6]